# Edward Seago
Ne doit pas être confondu avec Edward Seaga.
Edward Brian (Ted) Seago, né le 31 mars 1910 à Norwich et mort le 19 janvier 1974 à Londres, est un peintre britannique.

## Biographie
Edward Seago naît à Norwich, second fils de Francis Brian Seago, marchand de charbon, et de Mabel Reeve Woodroffe. Il fait ses études secondaires à Lowestoft puis à la Norwich School, et il réside sa vie durant à Norwich. Il a des problèmes cardiaques dès son jeune âge qui entravent son éducation formelle et lui font connaître de longues périodes de convalescence.
Il se forme à la Royal Drawing Society où il obtient un prix à 14 ans et reçoit les conseils des peintres Bertram Priestman, Alfred Munnings, John Crome, et d'autres. Il est un cavalier accompli, et rejoint le Maddermarket Theatre de Norwich, puis il suit la tournée d'un cirque au Royaume-Uni et en France. Il publie des éléments de cette période dans Circus Company (1933), Sons of Sawdust (1934) et Caravan (1937). Il publie avec le poète John Masefield plusieurs ouvrages illustrés de ses dessins, The Country Scene (1937), Tribute to Ballet (1938) et A Generation Risen (1942).
Il illustre en 1939 A Rabbit Skin Cap de Lilias Rider Haggard.
Durant la guerre, il dissimule ses problèmes médicaux et occupe des fonctions d'officier de camouflage. Il crée un insigne pour les forces armées aériennes et édite deux ouvrages, Peace in War (1943) et High Endeavour (1944). Il suit ensuite les armées alliées durant les derniers temps de la campagne d'Italie, et publie With the Allied Armies in Italy (1945), puis réalise une exposition de ses peintures italiennes à Londres,,,.
Après la guerre, il voyage en Angleterre et à l'étranger et laisse une œuvre considérable. Il reçoit peu d'accueil critique, mais jouit des faveurs de la famille royale. Il est sollicité comme l'un des douze peintres officiels lors du couronnement de la reine Élisabeth II, est invité par le duc d'Édimbourg à l'expédition en Antarctique que celui-ci réalise en 1956 sur le Britannia et crée un bouchon de radiateur en argent massif représentant St Georges tuant le dragon, pour la limousine officielle de la reine. Il a réalisé des portraits de George VI et d'Elizabeth Bowes-Lyon, et de la princesse Margaret.
Il est élu à la Royal Society of British Artists en 1946 et membre de la Royal Watercolour Society en 1959
Seago meurt d'une tumeur du cerveau à Londres le 19 janvier 1974. Dans son testament, il demande qu'un tiers des tableaux de son atelier de Norwich soient détruits. Il reste environ 19 000 aquarelles et 300 peintures à l'huile de lui. Une rétrospective de son travail a lieu à Londres, et Selina Scott lui consacre une série télévisée, intitulée « Edward Seago: The Forgotten Painter ».
La Portland Gallery réalise deux expositions de ses œuvres, en 2012 et 2014.

## Galerie

Œuvres d'Edward Seago
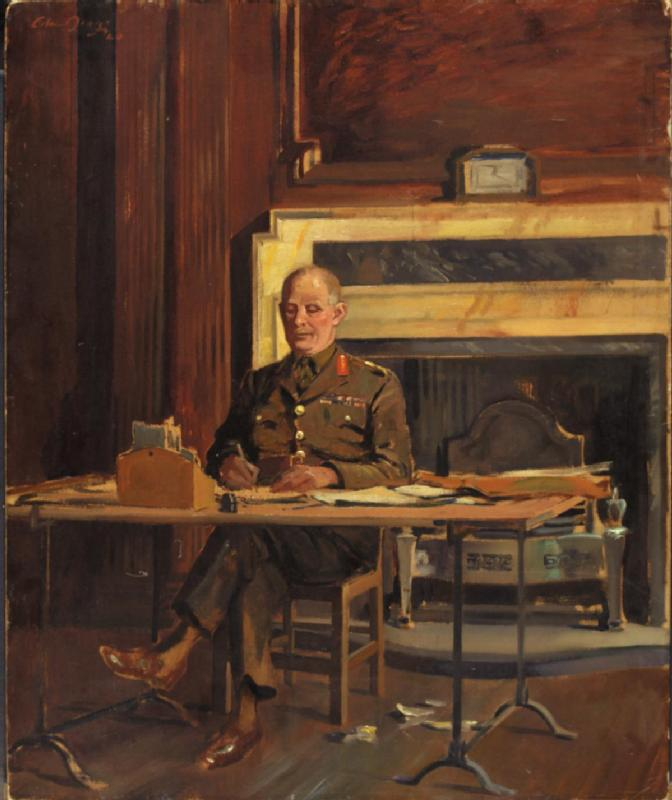
Peintre de guerre (1940)
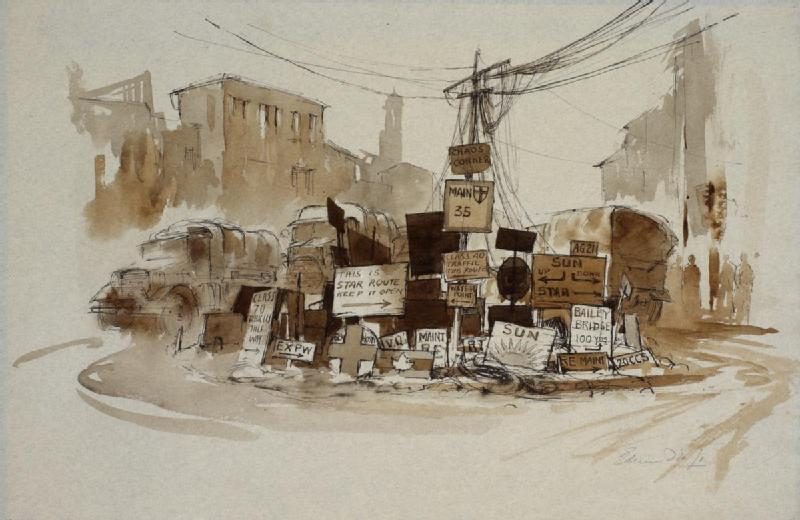
Campagne d'Italie (1944)

## Œuvres
- Circus Company (1933)
- Sons of Sawdust (1934)
- The Country Scene (1936 - quarante-deux tableaux accompagnant la poésie de John Masefield )
- Tribute to the Ballet (1937 - toujours en collaboration avec Masefield)
- Caravan (1937)
- A Generation Risen (1942)
- La paix dans la guerre (1943)
- High Endeavour (1944)
- With the Allied Armies in Italy (1945)
- A Canvas to Cover (1947 - Autobiographie)
- Tideline (1948)
- With Capricorn to Paris(1956)